# 第7航空団
第7航空団（だい7こうくうだん、英称：7th Air Wing）とは、航空総隊隷下の中部航空方面隊に属している航空団のひとつである。司令部は百里基地（茨城県小美玉市）に所在しており、主に関東地域の領空に接近・侵入してくる国籍不明機に対しての対領空侵犯措置を担当している。国内で初めてF-4EJを運用し、かつ最後にF-4EJ改を運用した航空団である。

## 沿革
- 1961年（昭和36年）7月15日 - 松島基地にて「第7航空団」が新編[1]。第4航空団第9飛行隊（F-86F）を隷下に編入
- 1962年（昭和37年）5月15日 - 入間基地に移動[1]
- 1964年（昭和39年）11月30日 - F-104準備室設置[2]
- 1965年（昭和40年）12月20日 - 第9飛行隊（F-86F）が解散。第206飛行隊（F-104J）を百里基地にて新編[1]
- 1966年（昭和41年）3月31日 - 第207飛行隊（F-104J）を百里基地にて新編[1]
- 1967年（昭和42年）7月28日 - 司令部を入間基地から百里基地に移動
- 1969年（昭和44年）8月6日 - 第206飛行隊（F-104J）一機が那珂湊沖合で行方不明、後に墜落を確認。乗員1人が死亡[3]。
- 1972年（昭和47年）
  - 8月1日 - 臨時F-4EJ飛行隊を新編[4]
  - 10月1日 - 第207飛行隊（F-104J）が対領空侵犯措置任務を終了[2]
  - 11月10日 - 第207飛行隊（F-104J）が那覇基地に移動し、臨時第83航空隊の隷下に編入[1]
- 1973年（昭和48年）
  - 5月1日 - 水戸市沖合で訓練中のF-4EJ 304号機が墜落。初のF-4EJの墜落事故となる[5]。
  - 10月16日 - 臨時F-4EJ飛行隊を第301飛行隊（F-4EJ）に改編[4]
- 1978年（昭和53年）
  - 10月31日 - 第301飛行隊（F-4EJ）に対領空侵犯措置任務付与[2]
  - 12月1日 - 第206飛行隊（F-104J）が解散。第305飛行隊（F-4EJ）を新編[4]
- 1979年（昭和54年）9月1日 - 第305飛行隊（F-4EJ）に対領空侵犯措置任務付与[2]
- 1983年（昭和58年）8月22日 - 第7航空団飛行群本部にF-15準備班を新設[2]
- 1984年（昭和59年）
  - 3月1日 - F-15準備飛行班を新設[2]
  - 6月21日 - F-15準備飛行班をF-15準備飛行隊に改編[2]
  - 12月1日 - 第301飛行隊（F-4EJ）が対領空侵犯措置任務を終了[2]
- 1985年（昭和60年）
  - 3月2日 - 新田原基地の第5航空団第204飛行隊（F-15J）が百里基地に移動し、これを隷下に編入。第301飛行隊（F-4EJ）が新田原基地に移駐し第5航空団の隷下に編入[1][4]
  - 12月2日 - 第204飛行隊（F-15J）に対領空侵犯措置任務付与[2]
- 1993年（平成05年）
  - 7月1日 - 第305飛行隊（F-4EJ）が対領空侵犯措置任務を終了[2]
  - 8月2日 - 第305飛行隊の機種を改編。（F-4EJからF-15Jへ）[1][4]
- 1994年（平成06年）4月1日 - 第305飛行隊（F-15J）に対領空侵犯措置任務付与[2]
- 2009年（平成21年）3月13日 - 那覇基地第83航空隊第302飛行隊（F-4EJ改）と第204飛行隊（F-15J）を配置換え完了[4]。同時に、偵察航空隊の整備群が第7航空団整備補給群に編入
- 2016年（平成28年）
  - 8月31日 - 第305飛行隊（F-15J）が新田原基地に移動し、第5航空団の隷下に編入[2]
  - 10月31日 - 第301飛行隊（F-4EJ改）が百里基地に移動し、再度隷下に編入
- 2019年（平成31年）3月25日 - 第302飛行隊が三沢基地に移動し、第3航空団隷下に編入[6]。
- 2020年（令和02年）
  - 3月26日 - 第3航空団隷下の第3飛行隊（F-2）が三沢基地から移動し、隷下に編入[7][8]。
  - 12月15日 - 第301飛行隊（F-35）が三沢基地に移動し、第3航空団隷下に編入[9]。
- 2024年（令和06年）3月21日 - 整備補給群検査隊を整備隊に、基地業務群通信隊をサイバー運用隊に改編。

## 部隊編成
- 第7航空団司令部
  - 監理部
  - 人事部
  - 防衛部
  - 装備部
  - 安全班
  - 衛生班
  - 副官
- 飛行群
  - 第3飛行隊：F-2・T-4
- 整備補給群[10]
  - 整備隊
  - 装備隊
  - 修理隊
  - 車両器材隊
  - 補給隊
- 基地業務群
  - 第7基地防空隊：81式短距離地対空誘導弾・91式携帯地対空誘導弾
  - 飛行場勤務隊
  - 施設隊
  - サイバー運用隊
  - 管理隊
  - 業務隊
  - 会計隊
  - 衛生隊

## 主要幹部
| 官職名                        | 階級    | 氏名     | 補職発令日     | 前職                             |
| ----------------------------- | ------- | -------- | -------------- | -------------------------------- |
| 第7航空団司令 兼 百里基地司令 | 空将補  | 鈴木繁直 | 2025年03月24日 | 第9航空団司令 兼 那覇基地司令    |
| 副司令                        | 1等空佐 | 對馬強介 | 2024年12月20日 | 作戦情報隊電波情報収集群司令     |
| 飛行群司令                    | 1等空佐 | 前床泰彦 | 2023年08月29日 | 第11飛行教育団飛行教育群司令     |
| 整備補給群司令                | 1等空佐 | 山邉直史 | 2025年07月31日 | 航空教育集団司令部装備部補給課長 |
| 基地業務群司令                | 1等空佐 | 上村宗顕 | 2025年03月24日 | 自衛隊秋田地方協力本部長         |

| 代 | 氏名       | 在職期間               | 出身校・期                              | 前職                                              | 後職                                       |
| -- | ---------- | ---------------------- | --------------------------------------- | ------------------------------------------------- | ------------------------------------------ |
| 01 | 前川国雄   | 1961.7.15 - 1962.7.15  | 陸士45期                                | 第17飛行教育団司令                                | 第3航空団司令 兼 小牧基地司令              |
| 02 | 衣笠勤二   | 1962.7.16 - 1963.3.15  | 陸士46期・ 陸大55期                     | 中部航空方面隊司令部幕僚長                        | 防衛研修所所員                             |
| 03 | 横山保     | 1963.3.16 - 1964.7.15  | 海兵59期                                | 航空自衛隊第4術科学校長 兼 熊谷基地司令           | 航空幕僚監部付 →1964.7.31 退職             |
| 04 | 青木秀夫   | 1964.7.16 - 1967.6.15  | 陸士46期                                | 第5航空団司令 兼 新田原基地司令                   | 航空幕僚監部付 →1967.6.30 退職             |
| 05 | 鏑木健夫   | 1967.6.16 - 1969.7.15  | 陸士51期                                | 中部航空方面隊司令部幕僚長 →1967.7.1 空将補昇任   | 第1航空団司令 兼 浜松北基地司令            |
| 06 | 平野晃     | 1969.7.16 - 1971.6.30  | 海兵69期                                | 航空総隊司令部防衛部長 →1970.1.1 空将補昇任       | 中部航空方面隊司令部幕僚長                 |
| 07 | 眞崎康郎   | 1971.7.1 - 1973.2.15   | 陸航士54期                              | 飛行教育集団司令部幕僚長                          | 第1航空団司令 兼 浜松北基地司令            |
| 08 | 河野士郎   | 1973.2.16 - 1974.3.29  | 陸士56期                                | 第7航空団副司令 →1973.7.1 空将補昇任              | 航空幕僚監部監察官                         |
| 09 | 樋口則英   | 1974.3.30 - 1976.1.15  | 海兵73期                                | 中部航空方面隊司令部防衛部長 →1974.7.1 空将補昇任 | 航空幕僚監部防衛部勤務                     |
| 10 | 光崎 修    | 1976.1.16 - 1977.10.19 | 陸士58期                                | 航空幕僚監部防衛部副部長                          | 統合幕僚会議事務局第3幕僚室長              |
| 11 | 森繁弘     | 1977.10.20 - 1979.6.30 | 陸航士60期                              | 航空幕僚監部防衛部防衛課長                        | 航空総隊司令部幕僚長                       |
| 12 | 清水 亨    | 1979.7.1 - 1980.3.27   | 明治大学・ 7期公募幹部                  | 航空幕僚監部防衛部防衛課長                        | 航空幕僚監部防衛部長                       |
| 13 | 古賀昭典   | 1980.3.28 - 1982.8.1   | 陸士61期・ 福岡外事専門・ 5期幹候（陸） | 航空総隊司令部防衛部長                            | 航空幕僚監部監察官                         |
| 14 | 鈴木昭雄   | 1982.8.2 - 1984.3.1    | 防大1期                                 | 航空幕僚監部防衛部防衛課長                        | 航空幕僚監部防衛部長                       |
| 15 | 岩村昭良   | 1984.3.2 - 1986.4.1    | 熊本大学・ 7期幹候                      | 統合幕僚学校副校長                                | 退職                                       |
| 16 | 利渉弘章   | 1986.4.2 - 1987.7.6    | 防大4期                                 | 航空幕僚監部人事教育部人事課長                    | 防衛大学校教授                             |
| 17 | 杉浦功一   | 1987.7.7 - 1988.7.6    | 防大5期                                 | 航空幕僚監部技術部技術第2課長                     | 航空幕僚監部技術部長                       |
| 18 | 吉田圭助   | 1988.7.7 - 1990.7.8    | 防大4期                                 | 第12飛行教育団司令 兼 防府北基地司令              | 第1航空団司令 兼 浜松基地司令              |
| 19 | 菅原 經    | 1990.7.9 - 1991.6.30   | 防大4期                                 | 航空総隊司令部監察官                              | 退職                                       |
| 20 | 細 稔      | 1991.7.1 - 1993.3.31   | 防大9期                                 | 航空幕僚監部防衛部運用課長                        | 航空幕僚監部監察官                         |
| 21 | 西川正長   | 1993.4.1 - 1994.3.22   | 防大10期                                | 航空幕僚監部人事教育部補任課長                    | 航空幕僚監部監理部長                       |
| 22 | 藤原信博   | 1994.3.23 - 1995.3.22  | 防大7期                                 | 第83航空隊司令 兼 那覇基地司令                    | 中部航空方面隊司令部幕僚長                 |
| 23 | 林 吉永    | 1995.3.23 - 1997.3.25  | 防大9期                                 | 北部航空警戒管制団司令                            | 航空自衛隊幹部候補生学校長 兼 奈良基地司令 |
| 24 | 瀬戸正胤   | 1997.3.26 - 1998.3.25  | 防大10期                                | 中部航空方面隊司令部幕僚長                        | 航空自衛隊第5術科学校長                    |
| 25 | 新野 修    | 1998.3.26 - 2000.3.29  | 防大16期                                | 航空幕僚監部人事教育部補任課長                    | 航空総隊司令部防衛部長                     |
| 26 | 菊川忠継   | 2000.3.30 - 2002.3.21  | 防大18期                                | 航空幕僚監部防衛部防衛課長                        | 統合幕僚学校副校長                         |
| 27 | 山地英一   | 2002.3.22 - 2004.8.29  | 防大17期                                | 第1輸送航空隊司令 兼 小牧基地司令                 | 航空教育集団幕僚長                         |
| 28 | 小野田治   | 2004.8.30 - 2006.8.3   | 防大21期                                | 航空自衛隊第3補給処長                             | 航空幕僚監部人事教育部長                   |
| 29 | 宮代久也   | 2006.8.4 - 2007.12.2   | 防大22期                                | 統合幕僚監部首席後方補給官                        | 航空安全管理隊司令                         |
| 30 | 重久 修    | 2007.12.3 - 2009.3.23  | 防大22期                                | 警戒航空隊司令                                    | 航空総隊司令部防衛部長                     |
| 31 | 荒木淳一   | 2009.3.24 - 2011.11.30 | 防大27期                                | 航空幕僚監部運用支援・情報部 運用支援課長         | 第1輸送航空隊司令 兼 小牧基地司令          |
| 32 | 大浦弘容   | 2011.12.1 - 2014.3.27  | 防大27期                                | 航空幕僚監部総務部総務課長                        | 航空自衛隊幹部候補生学校長 兼 奈良基地司令 |
| 33 | 深澤英一郎 | 2014.3.28 - 2015.11.30 | 防大30期                                | 航空幕僚監部総務部総務課長                        | 北部航空方面隊副司令官                     |
| 34 | 柏瀬靜雄   | 2015.12.1 - 2018.12.19 | 防大28期                                | 作戦システム運用隊司令 兼 横田基地司令            | 退職                                       |
| 35 | 佐川詳二   | 2018.12.20 - 2020.8.24 | 防大37期                                | 航空幕僚監部防衛部防衛課長                        | 中部航空方面隊副司令官                     |
| 36 | 石村尚久   | 2020.8.25 - 2023.3.29  | 防大31期                                | 防衛監察本部監察官                                | 退職                                       |
| 37 | 松浦知寛   | 2023.3.30 - 2025.3.23  | 防大41期                                | 航空自衛隊幹部学校                                | 中部航空方面隊副司令官                     |
| 38 | 鈴木繁直   | 2025.3.24 -            | 上智大学・ 83期幹候                     | 第9航空団司令 兼 那覇基地司令                     |                                            |